# 聖多明戈克塞納科赫
聖多明戈克塞納科赫（西班牙語：Santo Domingo Xenacoj），是危地馬拉的城鎮，位於該國西南部，由薩卡特佩克斯省負責管轄，面積37平方公里，海拔高度1,832米，2002年人口7,940，人口密度每平方公里214.59人。
14°41′N 90°42′W / 14.683°N 90.700°W